# مساعدة (فلم تلفزيوني 2021)
مساعدة (بالإنجليزية: Help) فيلم تلفزيوني درامي بريطاني لعام 2021 عن جائحة مرض فيروس كورونا-19 في المملكة المتحدة، من تأليف جاك ثورن وإخراج مارك موندن يتبع سارة مساعدة رعاية صحية شابة بدأت العمل في دار رعاية في ليفربول، حيث تعتني بتوني وهو رجل في منتصف العمر يعاني من مرض الزهايمر مبكرًا ؛ عندما يضرب الوباء المملكة المتحدة، يتغير عالمهما تمامًا. تم عرضه لأول مرة على القناة الرابعة في 16 سبتمبر 2021.

## فريق التمثيل
- جودي كومر في دور سارة
- ستيفن جراهام في دور توني
- إيان هارت في دور ستيف
- ليزلي شارب في دور جينور
- أندرو شوفيلد في دور بوب
- كاثي تايسون في دور بولي
- أنجيلا جريفين بدور توري
- آرثر هيوز في دور تيم
- سو جونستون في دور جلوريا
- ستيف جارتي في دور كيني
- إليس هوارد في دور روبي
- أليسيا إيو في دور جون
- ديفيد هايمان في دور هركليس

## الجوائز والترشيحات
في 8 مايو 2022 حصلت جودي كومر على جائزة تلفزيون الأكاديمية البريطانية في فئة الممثلة الرئيسية، لتصويرها لسارة في مسلسل مساعدة، وهي ثاني جائزة من نوعها لها، في كلمتها شكرت مقدمي الرعاية في جمعية الخرف. تم ترشيح الممثل ستيفن غراهام، الذي لعب دور توني ، لجائزة الممثل الرئيسي، وتم ترشيحه لأفضل دراما فردية.
| عام  | جائزة                               | فئة                              | مرشح          | نتيجة | المرجع. |
| ---- | ----------------------------------- | -------------------------------- | ------------- | ----- | ------- |
| 2021 | الوردة الذهبية                      | دراما                            | مساعدة        | فوز   |         |
| 2022 | جوائز تلفزيون الأكاديمية البريطانية | أفضل دراما فردية                 | مساعدة        | رُشِّح   | [ 4 ]   |
| 2022 | جوائز تلفزيون الأكاديمية البريطانية | افضل ممثل                        | ستيفين غراهام | رُشِّح   | [ 4 ]   |
| 2022 | جوائز تلفزيون الأكاديمية البريطانية | أفضل ممثلة                       | جودي كومر     | فوز   | [ 4 ]   |
| 2022 | جوائز تلفزيون الأكاديمية البريطانية | أفضل ممثلة مساعدة                | كاثي تايسون   | فوز   | [ 4 ]   |
| 2022 | جوائز سيول الدولية للدراما          | الجائزة الكبرى (ديسانغ)          | مساعدة        | فوز   | [ 5 ]   |
| 2022 | جوائز سيول الدولية للدراما          | افضل ممثل                        | ستيفين غراهام | فوز   | [ 5 ]   |
| 2022 | جوائز سيول الدولية للدراما          | أفضل ممثلة                       | جودي كومر     | فوز   | [ 5 ]   |
| 2022 | جوائز إيمي الدولية                  | أفضل فيلم تلفزيوني أو مسلسل قصير | مساعدة        | فوز   |         |

## روابط خارجية
- مساعدة  في قاعدة بيانات الأفلام على الإنترنت (بالإنجليزية)